# Kuru Kuru Kururin
Kuru Kuru Kururin (くるくるくるりん, en version originale japonaise) est un jeu vidéo d'action et de réflexion développé par Eighting et édité par Nintendo, sorti en 2001 sur Game Boy Advance au Japon et en Europe. C'est le premier jeu de la série Kururin. Il était disponible au lancement de la console.
Le joueur incarne Kururin, un oiseau qui pilote un hélicoptère, l'Helirin, à la recherche de ses frères et sœurs égarés. Il parcourt des niveaux dans lesquels il doit prendre garde à ne pas toucher les bords du chemin avec les pales de son hélice.
Il a reçu un bon accueil critique, s'est vendu à plus de 300 000 exemplaires au Japon, il a connu deux suites.
En 2014, il est ressorti sur la Console Virtuelle de la Wii U. Le 8 février 2023, Nintendo a annoncé la disponibilité du jeu sur son service Nintendo Switch Online.

## Histoire
Lors d'une promenade, les dix frères et sœurs de Kururin, un jeune oiseau bleu, se sont égarés. Affolée, sa mère lui demande de les chercher à bord de son hélicoptère, l'Helirin, à travers tout le pays dans des régions exotiques.

## Système de jeu

### But et contrôles

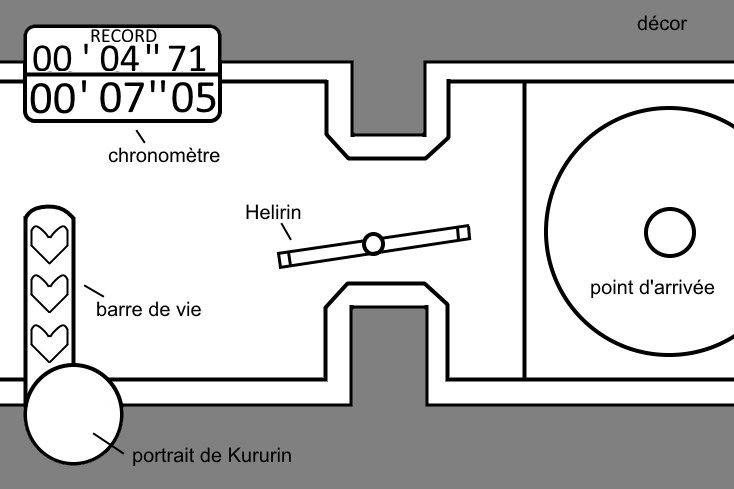
Interface du jeu

Kuru Kuru Kururin demande au joueur de diriger en vue de dessus un hélicoptère nommé Helirin, qui tourne sans cesse sur lui-même. Il doit se frayer un chemin dans des niveaux labyrinthiques en 2D, vus de dessus. Grospixels estime que le jeu s'inscrit dans une tradition de jeux initiée par Cameltry à la fin des années 1980.
Le but du jeu est atteindre le bout de chaque niveau sans toucher les parois du labyrinthe. Outre la possibilité de diriger l'hélicoptère dans toutes les directions, le joueur peut augmenter sa vitesse de déplacement ainsi que la vitesse et le sens de rotation de son hélice. 
Kuru Kuru Kururin est un jeu de réflexion dans le sens où il demande de trouver les solutions pour franchir des obstacles (utiliser un bumper pour changer le sens de rotation de son hélice par exemple) mais c'est également un jeu d'action basé sur l'adresse. 
Par la présence d'un chronomètre et d'un système de record présents à l'écran, le jeu se prête au speedrun.
Des items à récupérer dans les niveaux en passant au-dessus d'eux sont à collectionner et permettent de personnaliser l'Helirin (couleur et forme).

### Niveaux
Le jeu commence par cinq niveaux d'entraînement qui permettent au joueur d'appréhender le concept du jeu et les éléments interactifs des niveaux suivants. Suivent ensuite 10 mondes composés de séries de cinq niveaux et proposant un univers visuel particulier (glace, espace, sucreries...).
Dans chaque monde se trouve l'un des dix frères et sœurs de Kururin qu'il doit attraper en les touchant avec l'hélice de l'Helirin.
Si le joueur finit un niveau sans toucher de bord, le niveau apparaît sous la forme d'un étoile sur la carte du monde.

### Modes de jeu
Un niveau de jeu « Facile » permet de jouer au mode « Histoire » - le mode de jeu principal - avec un Helirin dont l'hélice est réduite de moitié en taille.
Un mode « Challenge » propose dix courts niveaux qu'il faut terminer en battant un record de temps.
Le mode multijoueur permet d'affronter en temps réel 1 à 3 adversaires apparaissant avec un effet de transparence à l'écran. Un système de handicap y est intégré (taille de l'Helirin et nombre de cœurs).

## Développement
Kuru Kuru Kururin a été développé par l'entreprise japonaise Eighting et a été annoncé pour la première fois lors du Nintendo Space World 2000.
La production du jeu, sur un concept original de Masahiro Yuge, a été dirigée par Hiroshi Sato et Masato Toyoshima en qualité de réalisateurs et par Shinji Hatano en qualité de producteur. Le programmeur principal était Yasunari Watanabe, le directeur artistique était Shinichi Ōnishi et la musique a été composée par Atsuhiro Motoyama.
Il faisait partie des jeux de lancement de la Game Boy Advance.

## Accueil

### Critique
Kuru Kuru Kururin a globalement reçu de bonnes critiques obtenant une moyenne agrégée de 74 % sur GameRankings. Martin Taylor d'Eurogamer le qualifie de fun et addictif. Romendil de Jeuxvideo.com est d'accord avec ce constat mais déplore un contenu limité.

### Ventes
Selon le site VG Chartz qui propose des estimations de ventes de jeux vidéo, Kuru Kuru Kururin s'est écoulé à 300 000 exemplaires au Japon.

## Postérité
Le jeu connaît deux suites exclusives au Japon, Kururin Paradise et Kururin Squash!. 
Le jeu fait partie intégrante de la mythologie Nintendo grâce à la série Super Smash Bros. : l'Helirin est en trophée dans Super Smash Bros. Melee. Il revient en trophée de l'opus Brawl, où il a le rôle de « Trophée Aide » : il ne fait pas de dégâts, mais se déplace et tourne tranquillement sur le terrain, aidant ou gênant les joueurs.
En 2014, le jeu ressort sur Console virtuelle (Wii U) au Japon et en Europe puis, en 2016 et pour la première fois, en Amérique du Nord.
En 2023, le jeu devient disponible sur Nintendo Switch aux abonnés du pack additionnel du service Nintendo Switch Online.